# Corramabade
Corramabade ou Curramabade (em persa: خرم‌آباد‎; romaniz.: Khorramābād ou Khurramābād) é uma cidade e capital da província de Lorestão, condado de Corramabade e distrito Central, no Irã. Segundo censo de 2016, havia 373 416 habitantes.